# Oxygène doublement ionisé

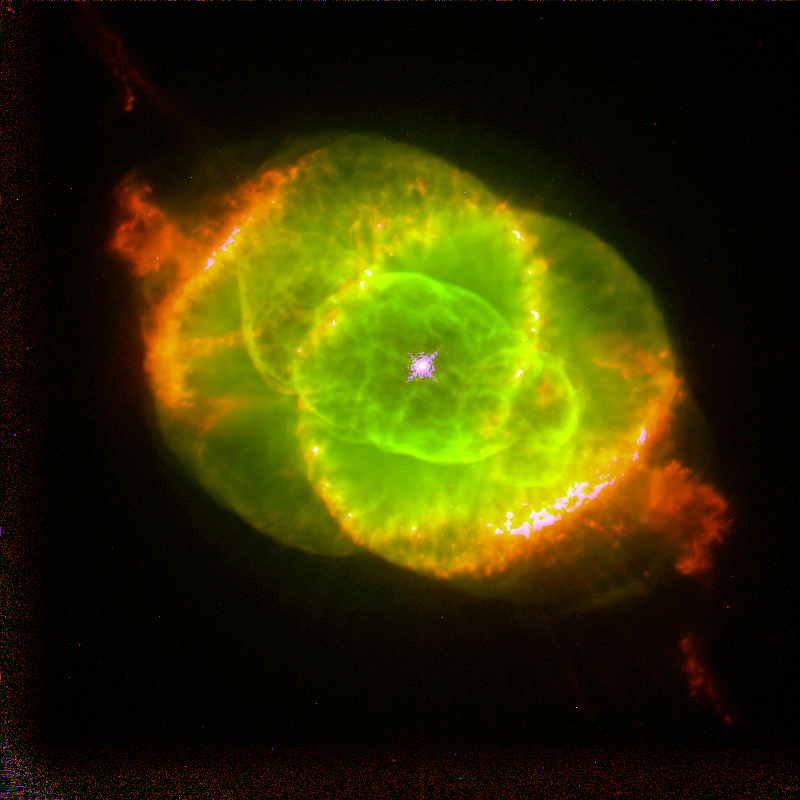
Nébuleuse de l'Œil de Chat vue par le télescope spatial Hubble.

L’oxygène doublement ionisé est l'ion O2+ (également désigné par O III en notation spectroscopique),  correspondant à un atome d'oxygène privé de deux électrons.

Diagramme de Grotrian de l'oxygène doublement ionisé : les transitions interdites dans le spectre visible sont indiquées en vert.

Cette espèce chimique se trouve en concentration relativement significative dans les nébuleuses diffuses et les nébuleuses planétaires où elle se caractérise par des raies spectrales en émission à 500,7 nm et secondairement à 495,9 nm, dans la partie verte du spectre visible ; il s'agit de raies de transitions interdites, notées de ce fait avec des crochets : [O III]. Il est ainsi possible d'obtenir des clichés très contrastés de nébuleuses riches en [O III] à l'aide de filtres à bande passante étroite isolant les longueurs d'onde à 501 nm et 496 nm.
Ces raies d'émission à 501 nm et 496 nm ont été observées dès les années 1860 dans le spectre d'émission de nébuleuses planétaires et avaient alors été interprétées comme relevant d'un nouvel élément chimique appelé nébulium. Ce n'est qu'en 1927 que l'astronome américain Ira Sprague Bowen les a identifiées comme de l'oxygène doublement ionisé O2+ bien qu'il s'agisse de raies de transitions interdites.
Il existe six raies de transition interdites de l’oxygène doublement ionisé [O III], dont quatre dans le spectre visible et deux situées dans l’infrarouge : la raie d’émission à 88 μm (88,36 microns) de 3393,0062 GHz et celle à 52 μm (51,81 microns) de 5785,8796 GHz’.
L’observation de ces deux longueurs d’onde par le grand réseau d'antennes millimétrique/submillimétrique de l'Atacama (en abrégé ALMA) a permis de déterminer par spectroscopie le décalage vers le rouge de certaines des galaxies les plus lointaines détectées jusqu'à présent. La détection par ALMA de la raie d’émission [O III] à 88 μm, émises par les galaxies JADES-GS-z14-0 et GHZ2/GLASS-z12, a ainsi permis de confirmer, avec une grande précision, le décalage vers le rouge de ces deux galaxies découvertes par JWST.